# Praça Euclides Antônio Fabris
A Praça Prefeito Euclides Antônio Fabris (antiga Praça Vera Cruz e posteriormente Praça Senador Filinto Muller) é uma praça situada na cidade de Naviraí, Mato Grosso do Sul. Marco inicial de Naviraí, é a praça mais central da cidade, circundada por várias empresas importantes. A praça é muito frequentada pelos moradores da cidade especialmente nos fins de semana e feriados.

## História
A praça principal de Naviraí foi denominada inicialmente de Praça Vera Cruz e recebeu este nome porque Naviraí surgia como resultado da atividade da Colonizadora Vera Cruz.
Em 20 de novembro de 1973, através da Lei Municipal n° 93/73, a denominação é alterada do nome Praça de Vera Cruz para Praça Filinto Muller, em homenagem ao Senador Filinto Muller, que foi eleito por quatro mandatos representando o Estado de Mato Grosso, sendo também Presidente do Senado Federal em 1973. Através da Lei Municipal n° 1.172, de 15 de setembro de 2004, seu nome é mudado de Praça Senador Filinto Muller para Praça Prefeito Euclides Antonio Fabris”.

## Estrutura
A praça tem formato circular, sendo circundada por uma única rua. E é por ela que inicia o processo de formato radial urbano naviraiense, com vias de circulação amplas e largas que se dirigem do centro para a periferia. Esse traçado, em forma de teia de aranha, indica o bem sucedido modelo de planejamento que faz Naviraí ter o melhor traçado urbano de todo o Mato Grosso do Sul e um dos melhores do Brasil.